# Torpex
Il Torpex è una miscela esplosiva il 50% più potente del TNT. Torpex è composto da 42% RDX, il 40% TNT e il 18% di alluminio in polvere micrometrica. È stata utilizzata nella II guerra mondiale dalla fine del 1942. Il nome è l'abbreviazione di Torpedo Explosiv, essendo stata originariamente sviluppata per l'uso nei siluri, Torpex ha dimostrato di essere particolarmente utile nelle munizioni subacquee, poiché la componente di alluminio ha l'effetto di rendere l'impulso esplosivo più lungo, valorizzando la potenza distruttiva. Da tempo è stata sostituita da H6 e PBX. È pertanto considerato come obsoleto, quindi è difficilmente reperibile e se ne può riscontrare la presenza solo su ordigni bellici risalenti alla II Guerra Mondiale inesplosi.

## Storia
Torpex è stato sviluppato presso la Fabbrica Reale Gunpowder, Waltham Abbey, nel Regno Unito, come alternativa più potente al TNT. RDX è stato sviluppato nel 1899. Sebbene molto stabile e utilizzato come punto di riferimento per giudicare la sensibilità di altri esplosivi, era troppo costoso per la maggior parte delle applicazioni militari e riservato per l'uso in operazioni particolari.

## Sviluppo
L'alluminio in polvere è stato aggiunto alla miscela per migliorarne l'effetto. Sebbene sia RDX e TNT abbiano un impatto negativo sul bilancio di ossigeno, il componente in alluminio surriscaldato tende a contribuire estendendo il tempo di espansione dei gas prodotti dall'esplosione. La Cera d'api è stata utilizzata come agente flemmatizzante, per ridurre la sensibilità agli urti. Successivamente, la cera d'api è stata sostituita con paraffina mentre il carbonato di calcio è stato aggiunto come assorbitore di umidità per ridurre la produzione di gas d'idrogeno in presenza di elevata umidità.